# Campionati italiani di aquathlon del 2020
I Campionati italiani di aquathlon del 2020 (XXI edizione) sono stati organizzati dalla Federazione Italiana Triathlon e si sono tenuti a Recco in Liguria, in data 12 settembre 2020.
Tra gli uomini ha vinto Alessio Crociani (Triathlon Team Riccione), mentre la gara femminile è andata a Beatrice Mallozzi ( Fiamme Azzurre).

## Risultati

### Élite uomini
| Pos. | Atleta                     | Società sportiva        | Corsa    | Nuoto    | Corsa    | Totale   |
| ---- | -------------------------- | ----------------------- | -------- | -------- | -------- | -------- |
|      | Alessio Crociani           | Triathlon Team Riccione | 00:07:02 | 00:13:02 | 00:08:03 | 00:29:05 |
|      | Nicola Azzano              | Carabinieri             | 00:07:03 | 00:13:10 | 00:08:06 | 00:29:16 |
|      | Nicolò Strada              | Raschiani Triathlon     | 00:07:06 | 00:13:02 | 00:08:09 | 00:29:26 |
| 4    | Nicolò Ragazzo             | The Hurricane           | 00:07:21 | 00:12:56 | 00:08:41 | 00:29:54 |
| 5    | Alessandro De Angelis      | Minerva Roma            | 00:07:10 | 00:13:42 | 00:08:06 | 00:29:59 |
| 6    | Davide Ingrillì            | Raschiani Triathlon     | 00:07:17 | 00:13:25 | 00:08:35 | 00:30:22 |
| 7    | Valerio Patanè             | CUS Pro Patria Milano   | 00:07:26 | 00:13:34 | 00:08:25 | 00:30:37 |
| 8    | Franco Pesavento           | Thermae Sport PDNTRI    | 00:07:02 | 00:14:17 | 00:08:17 | 00:30:44 |
| 9    | Giulio Pugliese            | Torrino-Roma Triathlon  | 00:07:09 | 00:13:38 | 00:08:56 | 00:30:51 |
| 10   | Samuele Angelini           | Fiamme Oro              | 00:07:08 | 00:13:42 | 00:08:59 | 00:30:52 |
| 11   | Lorenzo De Gregorio        | CUS Torino Triathlon    | 00:07:21 | 00:13:53 | 00:08:42 | 00:30:57 |
| 12   | Thomas Francesco Previtali | Raschiani Triathlon     | 00:07:11 | 00:14:18 | 00:08:29 | 00:31:00 |
| 13   | Riccardo Brighi            | CUS Parma               | 00:07:07 | 00:13:52 | 00:08:47 | 00:31:01 |
| 14   | Miguel Espuna Larramona    | Firenze Triathlon       | 00:07:31 | 00:13:31 | 00:08:55 | 00:31:01 |
| 15   | Matteo Carlo Perri         | Minerva Roma            | 00:07:33 | 00:13:42 | 00:08:38 | 00:31:04 |
| 16   | Stefano Micotti            | DDS                     | 00:07:32 | 00:14:01 | 00:08:26 | 00:31:07 |
| 17   | Fiorenzo Angelini          | Fiamme Oro              | 00:07:42 | 00:13:39 | 00:08:38 | 00:31:08 |
| 18   | Filippo Cattabriga         | Minerva Roma            | 00:06:59 | 00:14:54 | 00:08:19 | 00:31:15 |
| 19   | Nicolò Fontana             | Valdigne Triathlon      | 00:07:17 | 00:14:23 | 00:08:29 | 00:31:19 |
| 20   | Francesco Gazzina          | Minerva Roma            | 00:07:17 | 00:14:09 | 00:08:58 | 00:31:29 |

### Élite donne
| Pos. | Atleta                | Società sportiva       | Corsa    | Nuoto    | Corsa    | Totale   |
| ---- | --------------------- | ---------------------- | -------- | -------- | -------- | -------- |
|      | Beatrice Mallozzi     | Fiamme Azzurre         | 00:07:58 | 00:14:07 | 00:09:07 | 00:32:17 |
|      | Bianca Seregni        | DDS                    | 00:08:29 | 00:13:22 | 00:09:24 | 00:32:25 |
|      | Costanza Arpinelli    | Minerva Roma           | 00:08:06 | 00:14:55 | 00:09:01 | 00:33:11 |
| 4    | Asia Mercatelli       | Raschiani Triathlon    | 00:08:06 | 00:14:45 | 00:09:35 | 00:33:34 |
| 5    | Myral Greco           | Minerva Roma           | 00:08:17 | 00:14:45 | 00:09:32 | 00:33:41 |
| 6    | Nicoletta Santonocito | Magma Team             | 00:08:20 | 00:14:47 | 00:09:32 | 00:33:49 |
| 7    | Giada Stegani         | Leosport Triathlon     | 00:08:45 | 00:14:05 | 00:09:56 | 00:33:58 |
| 8    | Elena Maria Petrini   | Fiamme Azzurre         | 00:08:16 | 00:14:51 | 00:09:49 | 00:33:59 |
| 9    | Carlotta Bonacina     | Raschiani Triathlon    | 00:08:16 | 00:14:49 | 00:10:05 | 00:34:14 |
| 10   | Cristina Ventura      | Magma Team             | 00:08:30 | 00:14:22 | 00:10:27 | 00:34:31 |
| 11   | Vittoria Bergamini    | Riviera Triathlon 1992 | 00:08:56 | 00:14:11 | 00:10:25 | 00:34:45 |
| 12   | Elisa Terrinoni       | Minerva Roma           | 00:08:58 | 00:14:22 | 00:10:12 | 00:34:45 |
| 13   | Bianca Barbesino      | Minerva Roma           | 00:08:54 | 00:14:35 | 00:10:33 | 00:35:13 |
| 14   | Chiara Magrini        | Raschiani Triathlon    | 00:08:54 | 00:14:45 | 00:10:31 | 00:35:21 |
| 15   | Michela Pozzuoli      | Minerva Roma           | 00:09:07 | 00:14:22 | 00:10:44 | 00:35:22 |
| 16   | Chiara Cocchi         | T.D. Rimini            | 00:08:42 | 00:15:48 | 00:10:08 | 00:36:06 |
| 17   | Matilde Locatelli     | Raschiani Triathlon    | 00:08:44 | 00:16:29 | 00:09:53 | 00:36:19 |
| 18   | Camilla Silvestri     | Tri Evolution          | 00:09:07 | 00:15:02 | 00:10:47 | 00:36:25 |
| 19   | Erica Maculan         | CUS Pro Patria Milano  | 00:08:53 | 00:16:17 | 00:10:05 | 00:36:26 |
| 20   | Giorgia Cantù         | Raschiani Triathlon    | 00:08:52 | 00:16:42 | 00:10:08 | 00:36:49 |